# Veršvai

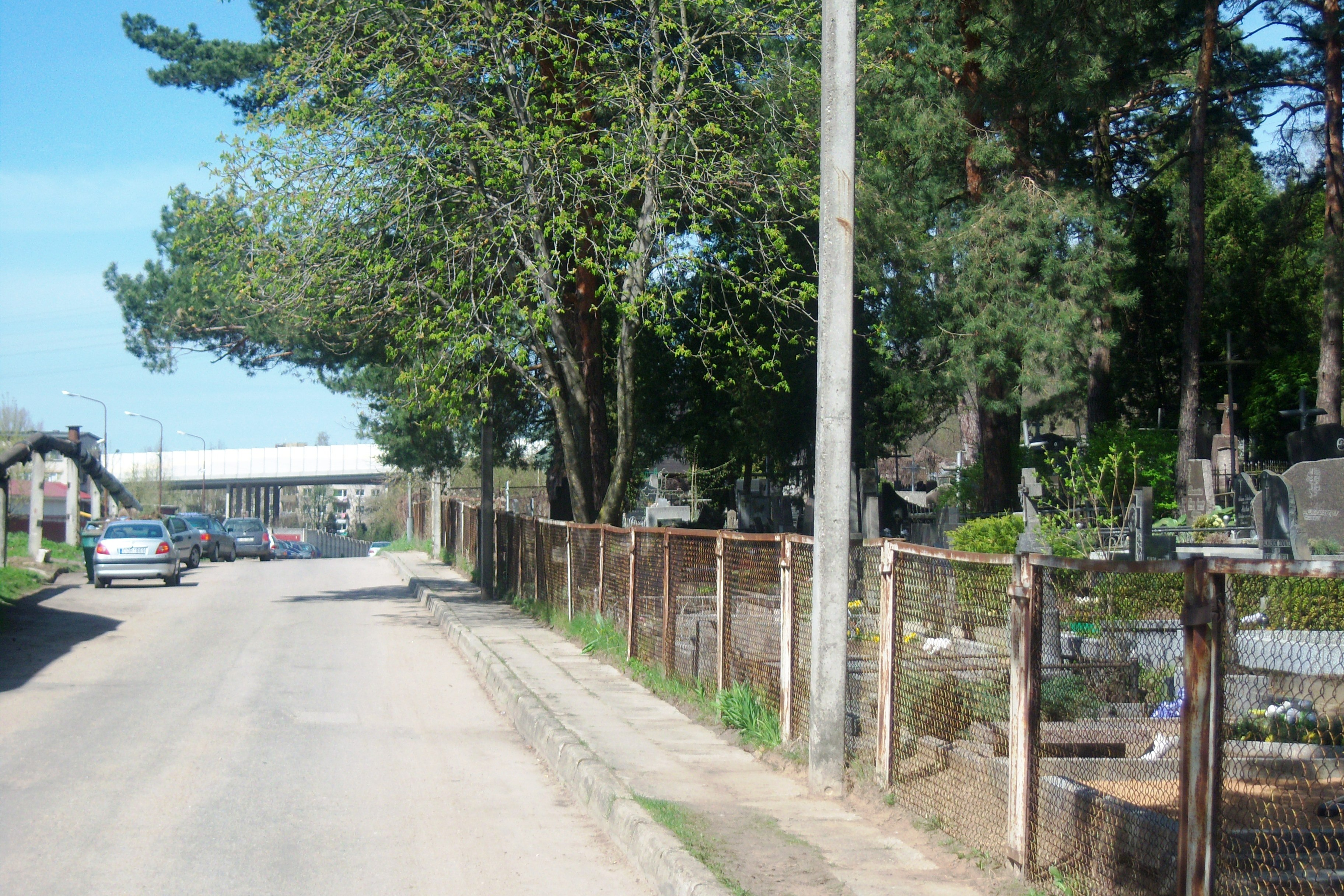
Friedhof Veršvai, Atramos-Str.

Veršvai ist ein Stadtteil in der litauischen zweitgrößten Stadt Kaunas, im Stadtbezirk Vilijampolės seniūnija der Stadtgemeinde Kaunas, an der Fernstraße nach Raudondvaris. Es gibt den Friedhof Veršvai, Siedlung Žemutiniai Kaniūkai, die Magistrale Via Baltica  (Viadukt), die Wallburg Veršvai. Hier fließt der Veršvas. 
1933 wurde hier die Fabrik „Inkaras“ errichtet.